# Emblyna mongolica
Emblyna mongolica är en spindelart som beskrevs av Yuri M. Marusik och Koponen 1998. Emblyna mongolica ingår i släktet Emblyna och familjen kardarspindlar. Inga underarter finns listade i Catalogue of Life.